# Nado sincronizado no Campeonato Europeu de Esportes Aquáticos de 2016 - Rotina livre solo
A prova da rotina livre solo do nado sincronizado no Campeonato Europeu de Esportes Aquáticos de 2016 ocorreu nos dias 9 e 10 de maio em Londres, no Reino Unido. 

## Calendário
| Fase       | Data       | Hora  |
| ---------- | ---------- | ----- |
| Preliminar | 9 de maio  | 09:00 |
| Final      | 10 de maio | 16:30 |

Todos os horários estão no horário local (UTC+0)

## Medalhistas
| Ouro                    | Prata                | Bronze              |
| Natalia Ishchenko (RUS) | Anna Voloshyna (UKR) | Linda Cerruti (ITA) |

## Resultados
Esses foram os resultados da competição.
| Pos.              | Nadadora             | Nacionalidade | Preliminar | Preliminar | Final   | Final |
| Pos.              | Nadadora             | Nacionalidade | Pontos     | Pos.       | Pontos  | Pos.  |
| ----------------- | -------------------- | ------------- | ---------- | ---------- | ------- | ----- |
| Medalha de ouro   | Natalia Ishchenko    | Rússia        | 95.9667    | 1          | 96.4000 | 1     |
| Medalha de prata  | Anna Voloshyna       | Ucrânia       | 92.8000    | 2          | 93.4000 | 2     |
| Medalha de bronze | Linda Cerruti        | Itália        | 90.1000    | 3          | 89.4333 | 3     |
| 4                 | Cristina Salvador    | Espanha       | 89.3333    | 4          | 89.2333 | 4     |
| 5                 | Evangelia Platanioti | Grécia        | 88.0000    | 5          | 88.9667 | 5     |
| 6                 | Estel-Anaïs Hubaud   | França        | 85.2333    | 7          | 85.6667 | 6     |
| 7                 | Anastasia Gloushkov  | Israel        | 85.2000    | 6          | 85.5667 | 7     |
| 8                 | Vasiliki Alexandri   | Áustria       | 82.7000    | 8          | 83.6333 | 8     |
| 9                 | Sascia Kraus         | Suíça         | 81.6667    | 10         | 82.8000 | 9     |
| 10                | Olivia Federici      | Reino Unido   | 82.0333    | 9          | 82.0667 | 10    |
| 11                | Margot de Graaf      | Países Baixos | 79.0000    | 11         | 80.4333 | 11    |
| 12                | Marlene Bojer        | Alemanha      | 77.8667    | 12         | 78.7667 | 12    |
| 13                | Lara Mechnig         | Liechtenstein | 77.3667    | 13         |         |       |
| 14                | Defne Bakırcı        | Turquia       | 75.7333    | 14         |         |       |
| 15                | Rebecca Domika       | Croácia       | 74.6000    | 15         |         |       |
| 16                | Eliška Skácalová     | Chéquia       | 74.2000    | 16         |         |       |
| 17                | Zlatina Dimitrova    | Bulgária      | 69.0667    | 17         |         |       |
| 18                | Nea Hannula          | Finlândia     | 68.5000    | 18         |         |       |
| 19                | Nevena Dimitrijević  | Sérvia        | 68.3333    | 19         |         |       |
| 20                | Ana Baptista         | Portugal      | 67.2000    | 20         |         |       |